# Hídalmási járás
A Hídalmási járás, régebbi írásmóddal Hidalmási járás a Magyar Királyság megszűnt közigazgatási egysége, amely Kolozs vármegye része volt, Hidalmás székhellyel. Területe jelenleg Romániában, Szilágy és Kolozs megyében fekszik.

## Fekvése

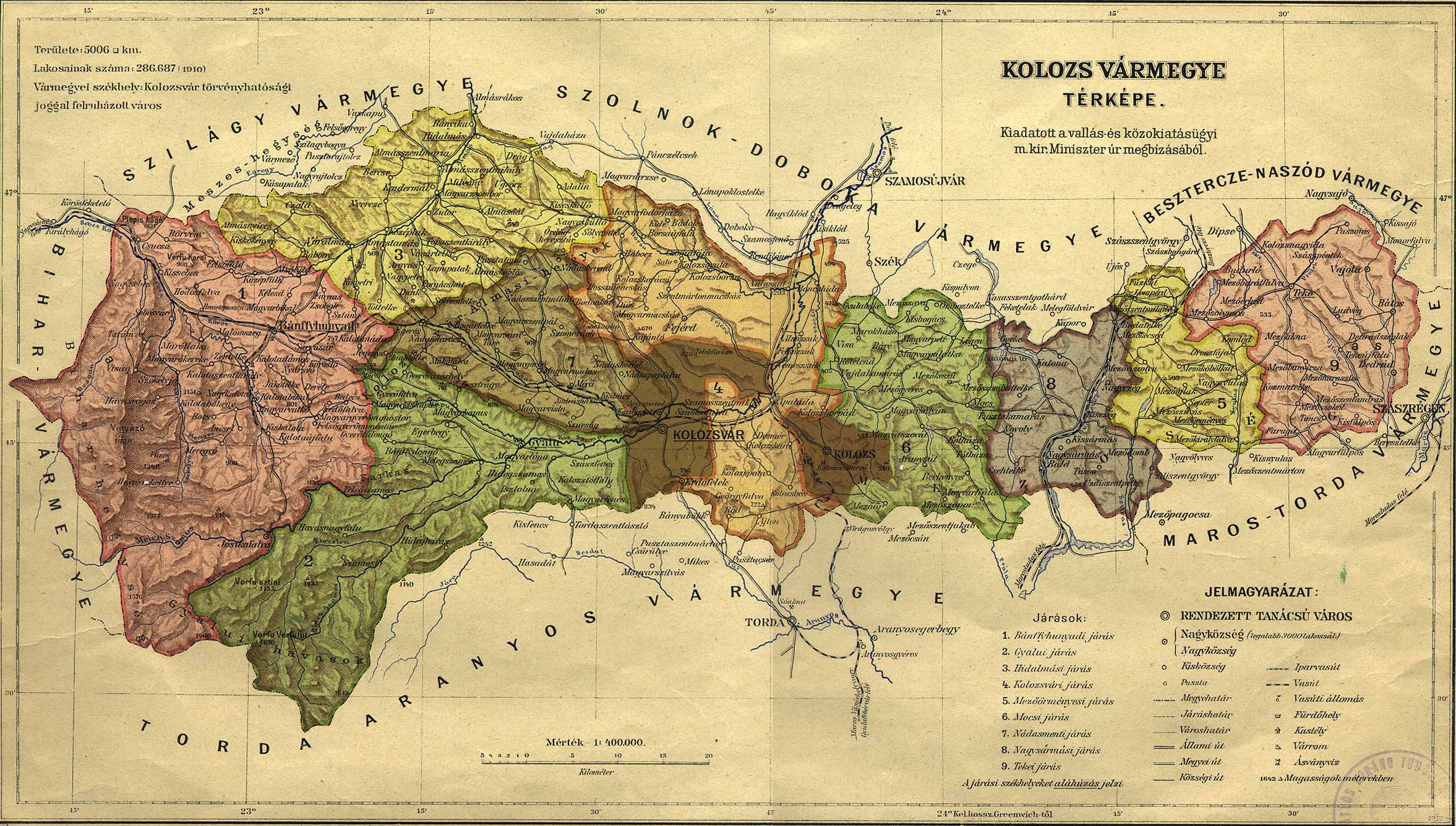
Kolozs vármegye közigazgatási térképe 1917-ből

A Hídalmási járás Kolozs vármegye északnyugati határa mentén terült el. Nyugaton és északnyugaton Szilágy vármegye, északon és északkeleten Szolnok-Doboka vármegye, keleten és délkeleten a Kolozsvári járás, délkeleten és délen a Nádasmenti járás voltak a szomszédai. A járási székhely Hidalmás a járás északi részén található.

## Története
1857-ben 56 község alkotta és a Szilágysomlyói kerülethez tartozott. Az 1876-os közigazgatási reform során került Kolozs vármegyéhez. Neve 1908-ban változott Almási járásról Hidalmási járásra.
1920 után Plasa Hida néven a romániai Kolozs megyéhez (Județul Cojocna) tartozott. 1920 és 1925 között négy községet ide csatoltak át Szolnok-Doboka megye Csákigorbói járásából, viszont három község átkerült a Kolozsborsai járáshoz. 1925 és 1930 között még egy községet kapott a Csákigorbói járástól, hármat visszakapott a Kolozsborsai járástól, kilencet viszont átadott az újonnan alapított Egeresi járásnak; a járás új neve Plasa Almașului lett. 1925-ben húsz község alkotta, székhelye Magyarzsombor volt.
A két világháború közötti időszakban a járás képviselője a román parlamentben Emil Hațieganu lett.
A második bécsi döntés után a Hídalmási járás kilenc községet átadott a Nádasmenti járásnak, hatot pedig a Bánffyhunyadi járásnak. A második világháború után visszaállt az 1940 előtti közigazgatási felosztás. 1950-ben új közigazgatási törvény született, amelynek során a megyék helyett szovjet mintára tartományokat alakítottak; ekkor a járások is megszűntek létezni.

## Lakossága
1910-ben 23 150 lakosa volt, ebből 13 613 görögkatolikus, 5270 görögkeleti, 2964 református, 886 izraelita, 383 római katolikus, 13 evangélikus, 10 unitárius. A lakosság 79,2%-a román, 17,6%-a magyar, 0,5%-a német, 2,7%-a más anyanyelvű volt.

## Települései
Az 1913-as helységnévtár szerint a járást tíz körjegyzőségben harmincnégy község alkotta:
| körjegyzőség         | település        | lélekszám |
| -------------------- | ---------------- | --------- |
| Almásnyíresi kj.     | Almásnyíres      | 994       |
| Almásnyíresi kj.     | Cold             | 482       |
| Almásnyíresi kj.     | Kiskökényes      | 232       |
| Drági kj.            | Drág             | 1298      |
| Drági kj.            | Milvány          | 728       |
| Drági kj.            | Ugróc            | 706       |
| Hídalmási kj.        | Almásszentmihály | 1441      |
| Hídalmási kj.        | Bányika          | 379       |
| Hídalmási kj.        | Hidalmás         | 1484      |
| Középlaki kj.        | Bercse           | 525       |
| Középlaki kj.        | Középlak         | 903       |
| Középlaki kj.        | Nyerce           | 465       |
| Lapupataki kj.       | Argyas           | 315       |
| Lapupataki kj.       | Forgácskút       | 679       |
| Lapupataki kj.       | Lapupatak        | 458       |
| Lapupataki kj.       | Vásártelke       | 321       |
| Magyarzsombori kj.   | Almásszentmária  | 642       |
| Magyarzsombori kj.   | Kendermál        | 286       |
| Magyarzsombori kj.   | Magyarzsombor    | 856       |
| Magyarzsombori kj.   | Zutor            | 334       |
| Nagyesküllői kj.     | Adalin           | 554       |
| Nagyesküllői kj.     | Kisesküllő       | 723       |
| Nagyesküllői kj.     | Nagyesküllő      | 1064      |
| Nagyesküllői kj.     | Ördögkeresztúr   | 573       |
| Nagypetrii kj.       | Almástamási      | 614       |
| Nagypetrii kj.       | Dank             | 384       |
| Nagypetrii kj.       | Nagypetri        | 748       |
| Nagypetrii kj.       | Tóttelke         | 467       |
| Topaszentkirályi kj. | Almásdál         | 557       |
| Topaszentkirályi kj. | Almásköblös      | 348       |
| Topaszentkirályi kj. | Topaszentkirály  | 852       |
| Váralmási kj.        | Bábony           | 309       |
| Váralmási kj.        | Kispetri         | 650       |
| Váralmási kj.        | Váralmás         | 1779      |